# 祇想一生跟你走
《祇想一生跟你走》是一首由香港歌手張學友演唱，收錄於寶麗金唱片公司於1993年7月24日發行的張學友個人專輯《我與你》的冠軍粵語單曲。

## 介紹
《祇想一生跟你走》一曲改編自馬來西亞歌手巫啟賢於同年1月推出的《不該讓你等太久》，由巫啟賢作曲、新加坡著名填詞人陳佳明作詞。在巫推出該首歌曲後，為同屬寶麗金唱片公司的歐丁玉及張學友選中，粵語版本歌詞由劉卓輝填詞，趙增熹編曲。該首歌曲是《我與你》專輯中的第一主打，也是該張專輯中的第一首派臺歌曲，於正式派臺以後即成為冠軍歌曲，並在1990年代的華人地區廣受歡迎，成為一首經典的粵語流行歌曲，以及張學友的個人代表歌曲之一。由於《祇想一生跟你走》的熱門，也使其原曲《不該讓你等太久》成為巫啟賢所創作並演唱的知名歌曲之一，而張學友也以其高亢的爆發力將歌曲以獨特的感情全譯出來，令詞曲更加生輝。
《祇想一生跟你走》屢次出現在張學友歷年的各場演唱會當中，張學友也曾在2007年的學友光年世界巡迴演唱會裡，表示該首歌曲是其個人歌唱事業當中最為重要的歌曲之一。

## 獎項
《祇想一生跟你走》染指當年香港的幾乎所有歌曲獎項，包括十大中文金曲獎的金曲金獎以及十大勁歌金曲的金曲金獎；在沒有新城電台之前的1993年順理成章的成為三台冠軍歌曲。
- 第十六屆十大中文金曲
  - 十大中文金曲——祇想一生跟你走
  - 全年最高銷量冠軍歌手大獎
  - 全年銷量冠軍大碟獎──我與你
  - 十大中文金曲IFPI國際歌手大獎
  - 最佳男歌手：演唱歌曲：祇想一生跟你走
  - 最佳歌曲監製獎 ——祇想一生跟你走
- 1993年度十大勁歌金曲頒獎典禮
  - 十大勁歌金曲──只想一生跟你走
  - 勁歌第三季季選金曲──只想一生跟你走
  - 十大勁歌金曲金獎──只想一生跟你走
- 1993年度叱咤樂壇流行榜頒獎典禮
  - 叱咤樂壇我最喜愛的歌曲大獎──只想一生跟你走
  - 叱咤樂壇全國專業推介金獎──只想一生跟你走
  - 叱咤樂壇我最喜愛的歌曲第三回得獎歌曲──只想一生跟你走
  - 勁爆家族音樂大賞──勁爆男歌手金獎
- 其他
  - 第一屆十大金心情歌本地金心男歌手鑽石大獎
  - 十大本地金心情歌金獎──只想一生跟你走
  - 廣州電臺1993年代最受歡迎粵語歌曲——只想一生跟你走
  - 廣州票選十大最受歡迎男歌手——我與你
  - 馬來西亞華語廣播——最佳年度粵語歌曲
  - 紐約華語第三電臺——最受歡迎年度粵語歌曲
  - 深圳電臺1993年度我最喜歡香港歌曲第二名

## 其他版本
1994年無線電視劇《婚姻物語》，鄭伊健飾演的程方中在劇中第十六集翻唱《祇想一生跟你走》。